# Jókai-kódex
A Jókai-kódex – régebbi nevén Ehrenfeld-kódex – a legrégibb magyar nyelvű, kézzel írott könyv, a 14. századból fennmaradt magyar nyelvemlék. Assisi Szent Ferenc legendáját tartalmazza, amelyet 1370 körül fordíthattak latinról magyarra. Szövegét a 70 évvel későbbi másolat, az 1440 körül keletkezett Jókai-kódex őrizte meg.

## Története
Felfedezője Ehrenfeld Adolf bécsi jogtanácsos. Tanuló korában talált rá a könyvre és felfedezte annak értékét. A kódex 1852-ben Pestre került Toldy Ferenchez. Toldy a kódexet kétszer lemásoltatta. Az egyik másolatot Gyurikovics István, a másikat pedig Ring Adorján készítette. Toldy a kódexet 1862-ben, illetőleg 1868-ban megjelent irodalomtörténeteiben Ehrenreich-, majd Ehrenfeld-kódexnek nevezte el, és ezt 1878-ban a M. Tud. Akadémia is megerősítette. A kódex 1862-ben visszakerült Bécsbe tulajdonosához. 1877 karácsonyán és 1878-ban a Magyar Tudományos Akadémia megbízásából Volf György az emléket ismételten megvizsgálta és összevetette Gyurikovics másolatával, majd Ehrenfeld-kódex néven a Nyelvemléktár VII. kötetében kiadta.
Ehrenfeld halála után az örökösök több ízben felajánlották a kódexet megvételre az Országos Széchényi Könyvtárnak, de a vétel a kívánt ár magassága miatt több mint két évtizedig nem történhetett meg. 1925 februárjában azután az örökösök a londoni Sotheby and Co. könyvkereskedő cég útján 1000 angol font kikiáltási áron árverésre bocsátották a kódexet. Idehaza a nemzeti kincs megmentésére mozgalom indult, s végül is a magyar nemzetgyűlés elhatározta, hogy megszerzi a nagybecsű nyelvi emléket, és utasította a kormányt a költségek fedezéséről való gondoskodásra. Ugyanekkor a bécsi magyarság is kivette részét a vételár előteremtéséből, és annak egy részét a maga körében gyűjtötte össze. Végül 1450 angol fontért került a kódex a magyar nemzet tulajdonába. Scitovszky Béla, a magyar nemzetgyűlés elnöke április 2-án Jókai Mór születésének századik évfordulója emlékére Jókai-kódex néven örök nemzeti letétként személyesen helyezte el a nagy áron megszerzett nyelvtörténeti kincset a Magyar Nemzeti Múzeum Országos Széchényi Könyvtárának kézirattárában.

### A kódex nyelvezete
A kódex első ismertetői (Toldy Ferenc, Szarvas Gábor, Volf György) kétséget kizáróan bebizonyították, hogy meglevő kódexünk szövege nem eredeti magyar fogalmazás, hanem egy latinból való jóval korábbi magyar fordításnak a másolata. A fordítás nyelvezetének archaikusságát a Zobor vidéki tájszógyűjtésekkel való összevetés is igazolta.

### Könyvtári jelzete
A kódex könyvtári jelzete: Nyelvemlék 67.

## Felépítése

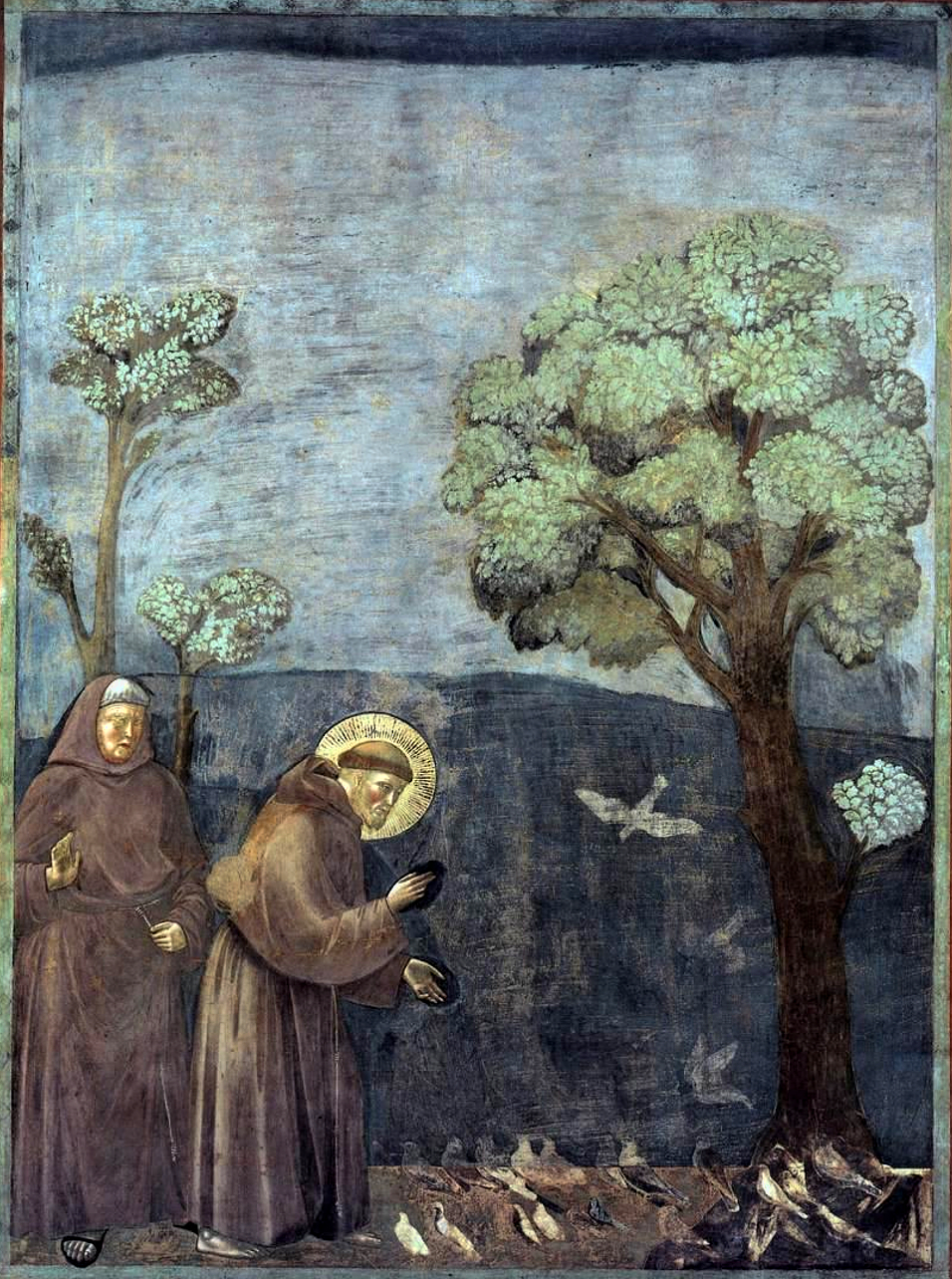
Giotto di Bondone: Szent Ferenc prédikál a madaraknak

A kódex hiányosan került elő. Most 81 levélből (162 lapból) áll, de legalább 27 levele biztosan elveszett, azaz a kódex egynegyed része hiányzik. A Jókai-kódex lapjain kétféle számozást láthatunk: egy régebbit, amely kézzel van írva (bizonyára Toldy Ferenctől származik) és folyamatosan minden lapon látható 1-162-ig és egy újabb keletűt, amelyet készülék nyomott minden páratlan (jobb oldali) lapra. Ez utóbbi számozást a Széchényi Könyvtárba való elhelyezésekor kapta.
A kódex nem hártyára, hanem papirosra van írva, amely fölülről lefelé igen sűrűn, keresztben pedig nagy ritkásan bordázott és víznyomatul helyenként lóhere levelet mutat. A könyv első 58 lapján a vízjegye kivétel nélkül három szirmú virág. C. M. Briquet a vízjegyekről írt alapvető munkájában (Les filigranes Paris Genéve 1907) látható ábrák alapján ilyen három szirmú virág vízjegyű papirost 1438 és 1454 között találtak Európa-szerte, köztük 1438-as keltezéssel Magyarországon is. A kódex papírosa valószínűleg olasz eredetű. Eredeti ívnagysága 29 cm × 44 cm. A kódex mérete körülbelül 195 mm × 136 mm.

## Kötése
A kódex két, körülbelül 8 mm vastagságú deszkatábláját nagyon színehagyott zöld szarvas- vagy őzbőr boríték fedi, mely eredetileg kobaltkék színű volt. Elöl egy nagyon kopott aranyozású vörösréz-, hátul pedig sárgarézkapocs van három-három sárgaréz szögecskével a táblához erősítve. Ez első hártyán, habár ki van vakarva és el van mosva, egy vonással körülkerítve Ehrenfeld Adolf 1851 olvasható. E kötést, mivel igen régi és magánál régibbnek sehol legcsekélyebb nyomát sem mutatja, a kódex első, eredeti kötésének kell tartanunk. A felső fedőtábla belső oldalán ragasztott, teljesen lefejtett hártyalevél volt. Az alsó fedőtáblára ragasztott, de már szintén lefejtett hártyalevélről az írás le van mosva, úgyhogy csak néhány betű körvonalát lehet kivenni.
A könyvkötő az egyes iratcsomók közepére hártyaszalagokat fűzött, hogy a fűzőzsineg a meglehetősen silány minőségű papirost át ne szakítsa. E szalagok közül kettő abból a hártyakódexből való, melyből a felső fedőtáblára ragasztott levél is származik, a többi szelet valószínűleg a XV. század első feléből származó magyar, hihetőleg királyi oklevél részei. Ebből az oklevélből van vágva az a szalag is, amelyet a borda felső belső felére ragasztott. A kódexet ezek szerint Magyarországon kötötték be.

## A kódex szövege: betűk, írásjelek és egyéb jelek
A kódex írója barna színű tintát használt mindvégig. Itt-ott a szövegben egyes szavak vörössel vannak írva. Mindez a rendes írás után készült, mivel meglátszik, hogy helye volt hagyva. Legvilágosabban mutatják ezt a nagy kezdőbetűk és a közbevetett szavak, fejezet címek vagy iniciálék. Szintén utólag vörössel van tarkítva a pont és kettőspont a mondat elején, ugyanilyen színnel q alakú jel van festve. Mindenből világos tehát, hogy az író előbb a tintával írott rendes szöveget végezte el s csak azután egyfolytában pótolta bele a vörössel festetteket, így történhetett, hogy néhány üresen hagyott helyet betöltetlenül felejtett. Az egész kódex elejétől végig mindenestül egy kéz munkája. Tintája fakó, írása pedig kapcsolt barátgót betűkből áll. A kódexben több helyen vakarások, törlések és igazítások vannak. Az írás határa eleinte minden lapon négy (alul, felül, jobbra, balra), azután főképp a 60. laptól kezdve csak két oldalt (jobbra, balra) van egy-egy vonallal megszabva.
A Jókai-kódex írója csak a pontot és a kettőspontot használja, valamint egy ma már ismeretlen írásjelet. A pont lehet a kisbetű alsó, középső vagy felső szintjén. Leggyakrabban a kettőspont fordul elő, szerepe megfelel a mai pontnak, vesszőnek.